# Малику I
Малику I (Малих или Малх; ум. 30 год до н. э.) — царь Набатеи с 60/59 до 30 года до н. э. Современник и политический противник Ирода Великого и царицы Клеопатры, в разное время признавал над собой господство Юлия Цезаря и Марка Антония, после поражения последнего, судя по всему, признал над собой власть Цезаря Октавиана.

## Происхождение и начало правления
О происхождении Малику I сохранившиеся источники не упоминают. Он занял престол Набатейского царства, вероятно, после царя Ободата II. Год начала царствования Малику определяется исследователями по-разному — от 60 до около 56 года до н. э. Важное значение для датировки начала его правления имеет надпись на известняковом блоке, обнаруженная в Вади ат-Тумайлат, в которой говорится о святилище бога Душары, воздвигнутом в 18-й год правления царицы Клеопатры, который соответствует 26-му году Малиха, царя набатеев, и 2-му году Атлаха, в месяц нисан. Простая синхронизация 18-го года Клеопатры, соответствующего 34 году до н. э., и 26-го года Малику I позволяет определить начало правления этого царя Набатеи 60 или 59 годом до н. э.
Малику, судя по всему, решил больше не признавать над собой верховенство Рима, поскольку уже в 55 году до н. э. против него выступил римский проконсул Сирии Авл Габиний, успешно продемонстрировавший набатеям силу римского оружия. После этого царь Набатеи вновь подчинился римлянам. Через определённое время в Риме начался длительный период гражданских войн, в течение которого Малику I, судя по всему, пытался лавировать и действовать в соответствии с общей политической ситуацией, складывавшейся на Ближнем Востоке в каждый конкретный момент. К примеру, когда Юлий Цезарь в 47 году до н. э. воевал в Александрии, Малику оказал ему помощь своей кавалерией, о чём сам Цезарь упоминает в «Записках об Александрийской войне».

## Парфянское вторжение и господство Марка Антония
Первоначальные успехи парфян, вторгшихся в конце 40-х годов до н. э. в Сирию и Палестину, вселили в Малику I надежду на скорое освобождение от римского владычества. Когда к Малику обратился за помощью римский ставленник, царь Иудеи Ирод I, изгнанный парфянами из своего царства, набатейский царь демонстративно отказал ему. Согласно Иосифу Флавию, Ирод отправился к царю Малику, которому он раньше оказал целый ряд услуг, надеясь получить от него денежную помощь, поскольку тот в своё время немало получил от щедрот Ирода. Однако на своём пути Ирод встретил послов Малику, которые попросили его вернуться назад, мотивируя это тем, что парфяне якобы запретили царю Набатеи принимать у себя Ирода. По мнению Иосифа Флавия, в действительности царь Малику и набатейская знать не хотели возвращать Ироду долги и отдавать деньги, когда-то оставленные у них отцом Ирода Антипатром. Ирод направился искать убежища в Египте, а Малику I, одумавшись, поспешил за Иродом, но догнать его не смог.
Согласно Диону Кассию, политическая позиция набатейского царя во время парфянского вторжения дала основание римскому легату Публию Вентидию, разбившему парфян и вытеснившему их из Сирии, в 39/38 году до н. э. обвинить Малику I в предательстве Рима и оказании помощи парфянам, и наложить на него в связи с этим контрибуцию. Когда же триумвир Марк Антоний в 34 году до н. э. сосредоточил в своих руках власть на Ближнем Востоке, он в качестве подарка подчинил значительную часть Набатейского царства (согласно Плутарху, ту часть, что составляла побережье Красного моря) царице Египта Клеопатре. Малику I при этом продолжал фактическое управление всей территорией Набатеи, но должен был ежегодно выплачивать Клеопатре дань в размере 200 талантов. По поручению Клеопатры этот налог с набатейского царя взимал иудейский царь Ирод, что окончательно испортило их отношения с Малику и привело к открытым столкновениям между ними.
Подробности военного противостояния между Малику и Иродом приводит Иосиф Флавий. Незадолго до битвы при Акциуме царь Малику фактически перестал уплачивать установленную дань, за сбор которой отвечал Ирод. Узнав об этом, Марк Антоний, вместо включения собранных Иродом иудейских войск в состав своей армии, направил их во главе с Иродом в Набатею, дабы привести Малику к повиновению. Ирод выдвинулся к Диосполису, где встретился с набатейскими войсками. В последовавшей затем битве победу одержал Ирод. Следующее сражение произошло у Каны в Келесирии, где сосредоточилось большое набатейское войско. В ходе битвы на помощь набатеям пришёл Афенион, военачальник над подчинённой Клеопатре частью Аравии, давно враждовавший с Иродом, что и решило исход сражения. Иудеи отступили, а войска Малику захватили их лагерь под Каной. После этого Ирод, избегая открытого сражения, принялся донимать набатейского царя регулярными грабительскими набегами.

## Конец правления
Сражение при Акциуме 2 сентября 31 года до н. э. резко изменило расстановку сил на Ближнем Востоке: Марк Антоний и Клеопатра были разгромлены, гражданская война окончилась, власть над нарождавшейся Римской империей перешла к Цезарю Октавиану. Это поставило в непростое положение ближневосточных правителей, которые ранее активно поддерживавших Марка Антония, в том числе и набатейского царя Малику I, который, если верить Плутарху, для участия в битве при Акциуме прислал Антонию свои вспомогательные войска. Малику, однако, быстро сориентировался в новой политической ситуации и поспешил всеми возможными средствами помочь Октавиану: согласно тому же Плутарху, набатейские арабы Малику сожгли египетские корабли во время перевозки по суше в Суэцкой гавани, чем существенно помешали Клеопатре бежать от победителя.
Положение Набатеи в новой политической реальности изменилось не сильно: на смену египетскому господству вернулось ещё более тяжёлое римское бремя. «Покровительство» Рима не только обязывало Малику I и его преемников выплачивать дань, но и окончательно лишило их возможности вести самостоятельную внешнюю политику. В последний раз набатейский царь Малику упоминается в источниках у Иосифа Флавия в связи с обстоятельствами казни бывшего царя Иудеи Гиркана II в 30 году до н. э.. Царь Ирод Великий заподозрил вернувшегося в Иудею престарелого Гиркана в организации заговора и тайной переписке с набатейским царём Малихом, вследствие чего приказал его казнить. Таким образом, Малику I, вероятно, правил до 30 года до н. э., затем набатейский престол занял его сын Ободат III.